# Црква Успења Пресвете Богородице у Ресену
Црква Успења Пресвете Богородице у Ресену, насељеном месту на територији општине Босилеград, православни је храм који припада Епархији врањској Српске православне цркве.
Црква посвећена Успењу Пресвете Богородице саграђена је крајем 19. века. До сада није реновирана. Сеоска слава је Мала Госпојина.